# NGC 1283
NGC 1283 је елиптична галаксија у сазвежђу Персеј која се налази на NGC листи објеката дубоког неба.
Деклинација објекта је + 41° 23' 55" а ректасцензија 3h 20m 15,5s. Привидна величина (магнитуда) објекта NGC 1283 износи 13,8 а фотографска магнитуда 14,8. Налази се на удаљености од 76,671 милиона парсека од Сунца. NGC 1283 је још познат и под ознакама UGC 2676, MCG 7-7-69, CGCG 540-110, PGC 12478.